# Бычкова, Ольга Евгеньевна
О́льга Евге́ньевна Бычко́ва (род. 4 мая 1973, Свердловск) — российская журналистка, радио- и телеведущая. Наиболее известна по работе на радиостанции «Эхо Москвы» (1999—2022).

## Биография
Окончила факультет журналистики Уральского государственного университета. Работала в многотиражке Верх-Исетского металлургического завода, «Московском комсомольце», «Московских новостях». Во время обоих путчей, 1991 и 1993 годов, находилась в Белом доме. Работала на радио «Свобода», телеканалах НТВ и «ТВ Центр».
Работала на радиостанции «Эхо Москвы» с декабря 1999 года до конца вещания в марте 2022 года. Была там ведущей программ «Арбатский Арс», «Меркантильный разговор», «Счетчик Бергера», «Газетный час», «Большой Дозор» (совместно с «Ведомостями»), «Своими глазами» (вместе с Софико Шеварднадзе), «Особое мнение», «Персонально ваш», «Выбор за Вами», «Мы», «Обложка — 1», «Сканер» (совместно с агентством «Интерфакс»), «Кредит доверия», «На что жалуемся?», «Доехали», «Рикошет».
Главный редактор «Эха Петербурга» — сетевого партнёра радиостанции «Эхо Москвы» в Санкт-Петербурге (с перерывом на февраль—июль 2015 года).
27 апреля 2017 года во время эфира программы «Особое мнение» на радио «Эхо Москвы» Михаил Веллер пришёл в ярость из-за того, что ведущая Бычкова перебивала его, облил её водой, швырнул в её сторону микрофон и чашку, а затем покинул студию.

## Награды
Лауреат премии Союза журналистов Москвы (2010) за создание «актуальных политических, экономических и правовых программ».